# 許俊 (擊劍運動員)
許俊（韓語：허준；1988年5月31日—），南韓男子擊劍運動員，四屆花劍亞洲冠軍（包括個人和團體）。他在2011年世界大學生夏季運動會個人鈍劍項目取得銅牌。他是大邱大学的畢業生。